# كرسول عمودي
كرسول عمودي (الاسم العلمي:Crassula columnaris) هو نوع من النباتات يتبع جنس الكرسول من الفصيلة الكرسولية.